# Lindon Guscott
Lindon Guscott (sinh ngày 29 tháng 3 năm 1972) là một cầu thủ bóng đá người Anh.  Ông có 2 lần ra sân ở Football League cho Gillingham.